# یاکیموویتسه
یاکیموویتسه (به لاتین: Jakimowice) یک روستا در لهستان است که در گمینا رادوشتسه واقع شده‌است.
 یاکیموویتسه  ۵۳۰ نفر جمعیت دارد.